# Gran Cometa de 1811

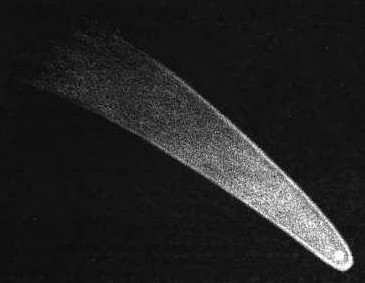
Ilustración del Gran Cometa de 1811, dibujada por William Henry Smyth

El Gran Cometa de 1811 (cuyo nombre oficial es C/1811 F1) fue un cometa visible a simple vista durante aproximadamente 260 días. Fue catalogado como un Gran cometa por su espectacularidad.
Este cometa fue en muchos sentidos similar al cometa Hale-Bopp. Su paso fue espectacular, sin acercarse demasiado a la Tierra o al Sol, pero tenía un núcleo extremadamente activo. Fue descubierto por Honoré Flaugergues el 25 de marzo de 1811 a 2,7 UA del Sol y confirmado por Jean-Louis Pons y Franz Xaver von Zach en abril.
Continuó estando visible hasta junio, momento en el cual se perdió de vista por su cercanía al Sol, reapareciendo nuevamente el 5 de agosto como objeto de magnitud 5. El cometa brilló mientras se aproximaba al perihelio en septiembre y llegó a pasar a una distancia 1,1 UA. Se estimó que el núcleo del cometa mide de 30 a 40 km de diámetro y su período orbital es de 3757 años (posteriormente ajustado a 3065 años).
En total, el cometa fue visible a simple vista durante 9 meses, lo cual representó un récord, solamente superado por la aparición del cometa Hale-Bopp en 1997.

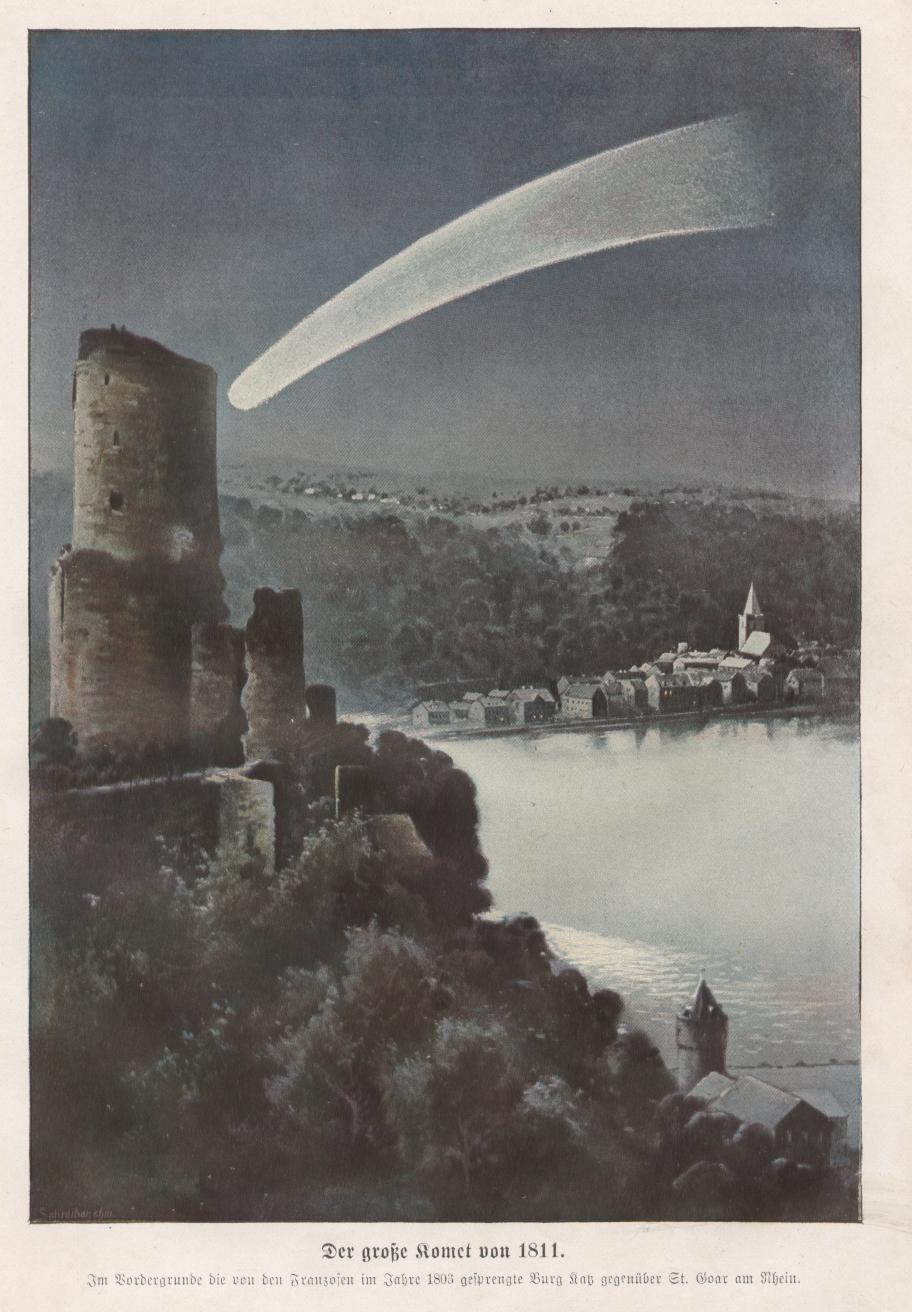
El cometa de 1811 sobre el Castillo de Katz

## En la literatura
Hacia el centro de la trama de Guerra y Paz de León Tolstói, se describe al personaje Pierre observando este cometa.

"Al llegar a la plaza Arbátskaia la inmensidad del cielo oscuro y estrellado se abrió ante sus ojos. Casi en medio del firmamento, sobre el bulevar Prechis-tenki, pendía el gigantesco y brillante cometa de 1812, totalmente rodeado de estrellas, pero que destacaba entre ellas por su proximidad a la Tierra, por su color blanco y por su larga cola vuelta hacia arriba; era el mismo cometa del que decían que anunciaba toda clase de horrores y el final del mundo. Sin embargo, en Pierre el astro luminoso y su radiante cola no despertaba el menor temor, al contrario: miraba con ojos alegres y húmedos por las lágrimas ese astro luminoso que parecía, después de cruzar a una velocidad indescriptible el espacio y siguiendo una línea parabólica, haberse incrustado en un lugar elegido en el cielo negro, como una flecha clavada en el suelo, y se había detenido levantando enérgicamente su cola, jugando con su luz blanca en medio de la infinidad de estrellas refulgentes. A Pierre le pareció que el cometa respondía enteramente a lo que se estaba produciendo en su alma enternecida y vivificada, que se abría a una nueva vida".

El cometa de 1811 también es mencionado en Pan Tadeusz de Adam Mickiewicz. También aparece mencionado en Los miserables de Víctor Hugo, en el libro duodécimo, así como en el primer capítulo de El libro de mi vida de Hans Christian Andersen. 
En la obra Tradiciones Peruanas publicada en 1872 por el escritor peruano Ricardo Palma, menciona como "Sucesos notables de la época del Virrey Abascal que, en 1807 se vio en Lima un cometa, y en noviembre de 1811 otro que durante seis meses permaneció visible sin necesidad de telescopio".